# 古希腊喜剧
古希腊喜剧起源于祭祀酒神的狂欢歌舞和民间滑稽戏。喜剧（komoidia）的原意是“狂欢队伍之歌”，它同悲剧一样也是起源于酒神祭祀。
古希腊喜剧也和悲剧一样保留着对白和歌队合唱两部分。喜剧的结构也有固定的程式，一般包括开场、进场、对驳、插曲和退场五个部分。对驳是全剧的主要部分，通过冲突双方的辩论来表现剧本的主题。

## 起源
古希腊喜剧的起源实不可考。亚里斯多德著有论述古希腊悲剧的专著《诗学》，却没有留下关于古希腊喜剧的著作。
有学者认为亚里斯多德可能写过喜剧专著，但在漫长的流传过程中散佚了；也有人认为可能是中世纪基督教会销毁了有关喜剧的著作《诗学·卷二》（在意大利符号学家安伯托·艾柯的小说《玫瑰之名》中有所论述）；还有观点认为，亚里斯多德的确没有写过喜剧，因为喜剧的相对于悲剧太过低俗，不值一书。在亚里斯多德的著作中，对喜剧只留下了这样一句话：“喜剧则经由阳具歌的引导者……作为民间风俗，至今仍保存于许多城市之中。”

## 历史
在古代希腊， 阳具崇拜（即狄俄倪索斯崇拜，一种对男性的生殖崇拜）非常普遍，教派也很多，各有不同的庆典仪式。农民在葡萄丰收时节，组织庆典的歌舞队行列，他们有的装成野兽或兽人（半人半兽），也有的装成大胖子。除了步行之外，他们有的骑兽，有的踩着高跷，还有的手举长竿，上挂夸大的阳具造型。这一队人马，边走边唱边舞，除演唱酒神事迹外，还即兴表演根据时事或笑闻编成的歌舞，同时与沿途的观众嘻笑逗趣。不知什么时候，某队的领队大约是一时兴起，即兴表演，于是就产生了第一位演员，其情形就与悲剧的起源相似。
这种表演是一种欢乐喧闹的场面，包括互相嘲弄、戏谑，有时语言甚至达到猥亵的程度。这就形成了它与悲剧完全不同的风格，被人们认为是一种低级表演，只能作为舞台上的一种点缀与陪衬，这是喜剧剧本传世较少原因之一。
公元前487年，雅典正式确定在春季酒神节庆中增加喜剧竞赛项目，这是喜剧正式受到肯定，也是喜剧有历史记录的开始。因此喜剧正式上演，比悲剧晚了近半个世纪。
在公元前5世纪，古希腊喜剧的形式主要分两种，一种是“西西里喜剧”，以厄庇卡耳摩斯的剧作为代表，可能没有歌队；另一种是“阿提卡喜剧”，配有由24人组成的歌队。

## 发展阶段
阿提卡喜剧的发展，经历了旧喜剧、中喜剧和新喜剧三个阶段。
旧喜剧：这是指公元前5世纪在雅典上演的喜剧作品。此时雅典城邦还处于兴盛时期，人民有民主权利，诗人敢于批评政治，剧作主要是政治讽刺剧，以阿里斯托芬为代表。他也是唯一有完整作品传世的旧喜剧诗人。他的作品大致由6部分组成：
1.开场白；2.歌队入场；3.争论；4.领队的叙述；5.场；6.终场。
中喜剧：伯罗奔尼撒战争结束后，阿提卡喜剧进入向新喜剧转折的中期阶段(前400—前323)。由于雅典民主制开始衰落，战争的失利改变了诗人的心态，他们逐渐放弃了政治讽刺剧，更多地选择市民生活中的讽刺对象。同时，场的作用增大，歌队的作用和叙述的使用率急剧下降，虽表演程式依旧，但人物不再辱骂，较多采用含蓄的隐讽。受悲剧尤其是欧里庇得斯剧作的影响，喜剧诗人学会使用“动机”(如爱、恨等)，提高了剧作的质量，从整体上推动了喜剧朝着艺术专业化、布局规范化和语言通俗化的方向发展。一般以为，阿里斯托芬的《公民大会妇女》（前392）和《财神》（前388）具有中喜剧的某些特点。
新喜剧：始于亚历山大（约前323），止于最后一位有影响的新喜剧诗人菲勒蒙的去世（前263）。新喜剧延续中喜剧的发展进程，主要写爱情故事和家庭生活，逐渐定向于五场剧的规范形式，场与场之间由作为点缀的合唱隔开，编剧技巧也有了明显提高，较多地采用“发现”手段，格律进一步简化。

## 代表作家与作品
古希腊喜剧主要是政治讽刺剧和社会讽刺剧，此外，也有神话剧和世态喜剧，但不占重要地位。剧本直接取材于现实生活，情节和人物都是虚构的，甚至是荒唐的。政治讽刺剧可以直接批评当时的权势人物和著名人物，伯里克利等执政者就受过喜剧作家的尖锐批评。希腊喜剧保留着民间滑稽剧的特点，采用日常语言，可以与观众开玩笑，但是它的内容是现实的，主题是严肃的。
阿里斯托芬是古希腊喜剧大师，代表作品有《蛙》、《云》等。以讽刺那时权威人物的日常行为取乐逗笑。
阿提卡的喜剧诗人中最著名者当推米南德（前342—前292?），代表作有《恨世者》等。

## 特色
希腊喜剧與希腊悲剧比起起來，主題便是最大的差異之處。喜劇時常涉及處理當代政治或藝術問題、戰爭與和平問題以及喜劇作家所厭惡的人或事物。一般來說，他們並不常取材希臘神話，偏好自己創作劇情，常以當代的人物與局勢有密切的關係，所以用今日來觀察，並不容易理解。

## 註腳
1. ↑  馮作民. . . 1979: 796-797頁.
2. 1 2 3  王尚德. . . 2010: 236-237頁.